# Eleutherodactylidae
Eleutherodactylidae är en familj av groddjur som ingår i ordningen stjärtlösa groddjur (Anura). Enligt Catalogue of Life omfattar familjen Eleutherodactylidae 200 arter. Det svenska trivialnamnet "regngrodor" förekommer för familjen men namnet "regngroda" används även för andra groddjur.
Familjens medlemmar förekommer i Amerika från centrala Texas (USA) över Centralamerika till norra Sydamerika, ungefär till Peru (öster om Anderna) och till Amazonområdet. Några arter lever på öar i Västindien.
Släkten enligt Catalogue of Life:
- Adelophryne
- Diasporus
- Eleutherodactylus
- Phyzelaphryne